# العلاقات الفلبينية الناوروية
العلاقات الفلبينية الناوروية هي العلاقات الثنائية التي تجمع بين الفلبين وناورو.

## مقارنة بين البلدين
هذه مقارنة عامة ومرجعية للدولتين:
| وجه المقارنة                                              | الفلبين                       | ناورو                          |
| --------------------------------------------------------- | ----------------------------- | ------------------------------ |
| المساحة (كم2)                                             | 343.45 ألف                    | 21                             |
| عدد السكان (نسمة)                                         | 104.92 مليون                  | 10.08 ألف                      |
| الكثافة السكانية (ن./كم²)                                 | 305.49                        | 48.00 ألف                      |
| العاصمة                                                   | مانيلا                        | ضاحية يارين                    |
| اللغة الرسمية                                             | اللغة الفلبينية، لغة إنجليزية | اللغة الناورونية، لغة إنجليزية |
| العملة                                                    | بيسو فلبيني                   | دولار أسترالي                  |
| الناتج المحلي الإجمالي (بليون دولار)                      | 313.60 مليار                  | 113.88 مليون                   |
| الناتج المحلي الإجمالي (تعادل القوة الشرائية) بليون دولار | 743.90 مليار                  | 162.98 مليون                   |
| الناتج المحلي الإجمالي الاسمي للفرد دولار أمريكي          | 2.90 ألف                      | 9.83 ألف                       |
| الناتج المحلي الإجمالي للفرد دولار أمريكي                 | 7.39 ألف                      |                                |
| مؤشر التنمية البشرية                                      | 0.668                         |                                |
| رمز المكالمات الدولي                                      | +63                           | +674                           |
| رمز الإنترنت                                              | .ph                           | .nr                            |
| المنطقة الزمنية                                           | توقيت الفلبين                 | ت ع م+12:00                    |

## منظمات دولية مشتركة
يشترك البلدان في عضوية مجموعة من المنظمات الدولية، منها:
| علم المنظمة | اسم المنظمة                   | تاريخ انضمام الفلبين | تاريخ انضمام ناورو |
| ----------- | ----------------------------- | -------------------- | ------------------ |
|             | يونسكو                        | 21 نوفمبر 1946       | 17 أكتوبر 1996     |
|             | الاتحاد البريدي العالمي       | ?                    | ?                  |
|             | منظمة الشرطة الجنائية الدولية | ?                    | ?                  |
|             | الأمم المتحدة                 | 24 أكتوبر 1945       | 14 سبتمبر 1999     |
|             | بنك التنمية الآسيوي           | 1966                 | 1991               |
|             | الاتحاد الدولي للاتصالات      | 25 مايو 1912         | 10 يونيو 1969      |
|             | منظمة حظر الأسلحة الكيميائية  | ?                    | ?                  |

## وصلات خارجية
- موقع وزارة الخارجية الفلبينية